# Cadillac Cimarron
De Cadillac Cimarron is een wagen van het Amerikaanse automerk Cadillac. De wagen is gebaseerd en gebouwd op het platform van de Chevrolet Cavalier. General Motors voorzag voor de Europese markt een gelijkaardig model onder de naam Opel Ascona C.
Het zwakke politieke en economische klimaat in de Verenigde Staten in de jaren 80 bracht een nood aan kleinere wagens met zich mee. Hoewel het de intentie was om de Cimarron pas op het einde van de jaren 80 op de markt te brengen was de nood en vraag van Cadillac-dealers te groot om de productie nog langer uit te stellen. Het resultaat was een trage wagen die technologisch nog ver achterstond tegenover de wagens waarmee de Cimarron zou concurreren.